# 哥薩克首領
哥薩克首領（俄语： 烏克蘭語：）是哥萨克和海达马卡人领导人的头衔。在俄罗斯帝国，该说法是指哥萨克军队最高军事指挥官的正式头衔。同一单词的乌克兰语版本是盖特曼，乌克兰哥萨克军队中该职位级别较低。